# بخش دیرفیلد، استان استیل، مینه سوتا
بخش دیرفیلد (به انگلیسی: Deerfield Township) یک منطقهٔ مسکونی در ایالات متحده آمریکا است که در شهرستان استیل، مینه‌سوتا واقع شده‌است.
 بخش دیرفیلد ۹۳٫۰ کیلومتر مربع مساحت و ۶۹۳ نفر جمعیت دارد و ۳۴۱ متر بالاتر از سطح دریا واقع شده‌است.